# Michaił Paszow
Michaił Wasiljewicz Paszow (ros. Михаил Васильевич Пашов, ur. 1915, zm. 2002) – radziecki działacz państwowy.

## Życiorys
Ukończył Odeski Instytut Rolniczy, od 1939 pracował jako starszy agronom i potem główny agronom, od 1945 należał do WKP(b), w latach 1956–1961 był szefem Dniepropietrowskiego Obwodowego Zarządu Gospodarki Rolnej. Od 1961 był zastępcą przewodniczącego Komitetu Wykonawczego Dniepropetrowskiej Rady Obwodowej, w 1962 szefem Dniepropetrowskiego Obwodowego Zarządu Produkcji i Zapasów Produktów Rolniczych, potem do maja 1964 I zastępcą przewodniczącego Komitetu Wykonawczego Dniepropetrowskiej Wiejskiej Rady Obwodowej. Od maja do grudnia 1964 był przewodniczącym Komitetu Wykonawczego Dniepropetrowskiej Wiejskiej Rady Obwodowej, od grudnia 1964 do lutego 1979 przewodniczącym Komitetu Wykonawczego Dniepropetrowskiej Rady Obwodowej, a od 15 marca 1966 do 10 lutego 1981 członkiem KC KPU. Był deputowanym do Rady Najwyższej ZSRR 7. kadencji.